# Carl Wilkinson
Carl Wilkinson (Bradford, 9 mei 1984) is een Britse dartsspeler die uitkomt voor de WDF. Hij haalde zijn tourkaart bij de PDC voor 2019/2020 door op de UK Q-School van 2019 als tweede te eindigen op de Order of Merit. 
In 2023 versloeg Wilkinson bij de WDF British Classic onder meer Jelle Klaasen en Paul Mitchell onderweg naar de finale, waarin hij met 0-5 verloor van Luke Littler.
In 2024 won Wilkinson bij de WDF de Isle of Man Masters. Hij versloeg onder meer Paul Hogan en Antony Allen voordat Wilkinson in de final de nummer 1 geplaatst Neil Duff met 5-4 versloeg. In datzelfde jaar won hij ook de British Open. Wilkinson won van onder andere Nick Fullwell en Henry Coates om vervolgens in de finale met 5-2 te winnen van Jim McEwan.

## Resultaten op wereldkampioenschappen

### WDF

#### World Championship
- 2024: Laatste 16 (verloren van Thomas Junghans met 2–3)